# Epicephala ancylopa
Epicephala ancylopa är en fjärilsart som beskrevs av Edward Meyrick 1918. Epicephala ancylopa ingår i släktet Epicephala och familjen styltmalar. Inga underarter finns listade i Catalogue of Life.